# ويليام فرنسيس (لاعب اتحاد الرغبي)
ويليام فرنسيس (بالإنجليزية: William Francis)‏ هو لاعب اتحاد الرغبي نيوزيلندي، ولد في 4 فبراير 1894 في نيو بلايموث في نيوزيلندا، وتوفي في 28 نوفمبر 1981 في بوكيكو ‏ في نيوزيلندا.